# Galina Fleischmannová
Galina Fleischmannová (* 24. ledna 1961, Praha) je česká malířka. Své umělecké povolání kombinuje s pedagogickou činností na SŠ designu a řemesel Kladno.

## Život
Po maturitě na gymnáziu T. G. Masaryka v Litvínově absolvovala v roce 1986 na Akademii výtvarných umění v Praze v atelieru malby prof. Františka Jiroudka. Jejím manželem je PhDr. Petr Fleischmann, syn české fotografky Staši Fleischmannové. Galina jí vytvořila velkoformátový portrét v kombinované technice.

### Výtvarná tvorba
Od ukončení studií pravidelně vystavuje samostatně i na společných výstavách v Čechách i v zahraničí. Pravidelnými tvůrčími technikami jsou olejomalba, pastel, akvarel, tempera, kombinované techniky a užití netradičních materiálů, čímž dává vzniknout různým formám koláží, asambláží, muchláží aj.[zdroj⁠?!]

### Krajiny
Její tvorbou prostupuje inspirace přírodou, která v jejích obrazech nabírá abstrahovaných forem. Nejranějším z cyklů netradičně pojatých krajinomaleb se stala severočeská mostecká pánev, kde autorka vyrůstala. Tyto převážně monochromní obrazy reflektují pustou a vytěženou zem, kterou skrze obraz předvádějí v lyrizované poloze.
Dalšími oblíbenými místy, jimiž se ráda inspiruje a která ztvárňuje, jsou oblast Šumavy, Pálava, Normandie a Švédsko. Šumavský cyklus nabývá expresivnějšího rázu a zobrazuje divokou přírodu kontrastující s opuštěnými artefakty původní vysídlené civilizace. Pálavský cyklus asociuje zobrazení kosterních pozůstatků zvířat a amorfních struktur vápencového pohoří, proto je nazýván Lebečními krajinami. Obrazy inspirované Švédskem jsou minimalistické až monumentálně strnulé a výrazně reflektují švédskou podstatu, hloubku prostoru a jakousi neohraničenost. Krajinná tvorba ovšem zcela přesahuje výše uvedený rámec, který tvoří spíše jakousi základnu a stěžejní body tvorby.

### Portréty
Rozsáhlá a významná je také autorčina portrétní tvorba. Ta je nazývána Krajinami tváře, protože prostřednictvím malby vypovídá o individualitě a psychologické hloubce člověka. Jde o velkoformátové malby o rozměrech až 2 m znázorňující lidi autorce důvěrně blízké, přátele, členy rodiny a další osobnosti, které významně zasáhly do autorčina života nebo ji inspirovaly.

### Další techniky
Depozitář Galiny Fleischmannové zahrnuje také mnoho akvarelů, pastelů a kombinovaných technik s různými inspiračními podněty, které zahrnují témata jako fetiše, Proměny F. Kafky, bolest, nemoc a další. Své představy o obsahu vkládá do malířských technik a jejich prostřednictvím se snaží zachytit atributy lidské duše, emoce či jejich kontrast s žitou hmotou.[zdroj?]

## Výstavy

### Skupinové výstavy
- 2015 galerie Matějovec – Kryštof Ewanče a Jaroslav Rodek
- 2014 SVU Mánes, galerie Diamant – Area Ballardini, Tilman Rothermal
- 2014 zámek Valeč – Helena Sequens, Adam Stanek a Radovan Kodera
- 2014 kostel Zvěstování Panny Marie v Mariánské Týnici u Kralovic – Stanislav Hanzík
- 2014 galerie Portheimka
- 2014 Městská galerie, Stará Ľubovňa, SK
- 2014 Gallery Li – Björn Römert, Norsholm, SE
- 2012 DOX
- 2009 Gallery Li – Björn Römert, Norsholm, SE
- 2009 Gallery Garden – Jiří Vovesný a Pavel Tasovský; Brussels, BE
- 2009 Autoportrét v českém výtvarném umění, Hradec Králové
- 2009 Autoportrét v českém výtvarném umění, Hluboká nad Vltavou
- 2007 Osecký klášter – Ida Saudková
- 2005 České centrum ve Švédsku – Björn Römert; Stockholm, SE
- 2005 Pelles Gallery – Björn Römert, Norsholm; SE
- 2005 Osecký klášter – Björn Römert
- 2002 galerie Modrý hrozen v Litvínově – Vladimír Franz
- 1997 Regionální muzeum Most
- 1994 Roxy Club Praha
- 1994 Státní galerie výtvarného umění v Mostě
- 1999 kostel svatého Vojtěcha v Ústí nad Labem
- 1989 hotel Thermal Karlovy Vary
- 1989 Salon 89 Liberec
- 1988 Valdštejnský zámek v Litvínově – Vojtěch Adamec st., Mikoláš Axman
- 1985 Kulturní centrum Máj v Litvínově
- 1984 ZK Benar Litvínov – Tatjana Popoca

### Individuální výstavy
- 2016 zámek Buštěhrad
- 2015 Galerie Hasičský dům v Telči
- 2014 kostel svatého Vavřince v Praze
- 2012 galerie Slavie, Berlín, DE
- 2012 Sýpka Buštěhrad
- 2011 zámek Dolní Lukavice
- 2011 galerie Foyer v Rokycanech
- 2011 galerie Smečky
- 2010 zámek Dolní Lukavice
- 2008 Nejvyšší purkrabství pražského hradu
- 2007 galerie Mansarda
- 2007 Křížova vila v Žatci
- 2006 Galerie Modrý hrozen v Litvínově
- 2006 Notia, Praha
- 2005 Osecký klášter
- 2004 Stockholm, SE
- 2004 Linköping, SE
- 2004 Galerie Modrý hrozen v Litvínově
- 2004 Schola Humanitas v Litvínově
- 2003 Komerční banka v Mostě
- 2002 galerie Efram v Mikulově
- 2002 Galerie městského muzea v Čáslavi
- 2001 Notia, Prague, CZ
- 2001 galerie Andreas Desalermos, Athens, GR
- 2001 galerie Radniční sklípek v Litvínově
- 2000 galerie U zámecké brány ve Valticích
- 2000 galerie Zlatý prsten v Chomutově
- 1999 Otevřeny svět v Litvínově
- 1999 Galerie Modrý hrozen v Litvínově
- 1999 galerie Bastion v Prostějově
- 1998 galerie Erika v Mostě
- 1997 Lichtenštejnský palác
- 1995 Státní galerie výtvarného umění v Hodoníně
- 1994 Galerie mladých v Brně
- 1991 divadlo T. G. Masaryka v Praze
- 1991 Výtvarná síň Emila Filly v Ústí nad Labem
- 1987 Městské divadlo v Mostě
- 1986 Docela velké divadlo v Litvínově

### Sympozia
- 2001 Valtice – malba
- 2003 Levoča, SK – malba a socha
- 2005 Spišská Nova Ves, SK – malba
- 2007 Hajduboszormeny, HU – malba a socha
- 2011 Dolní Lukavice – grafika
- 2014 Stara Ľubovňa, SK – velký formát
- 2015 Krosno, PL – malba